# Xã State Center, Quận Marshall, Iowa
Xã State Center (tiếng Anh: State Center Township) là một xã thuộc quận Marshall, tiểu bang Iowa, Hoa Kỳ. Năm 2010, dân số của xã này là 1.951 người.